# François Schommer
Pour les articles homonymes, voir Schommer.
François Schommer, né le 20 novembre 1850 à Paris et mort le 29 octobre 1935 à Neuilly-sur-Seine, est un peintre, aquafortiste et décorateur français.

## Biographie
Élève d'Isidore Pils, d'Henri Lehmann et de Jean Éloi Malenfant à l’École des beaux-arts de Paris, François Schommer expose au Salon de Paris et au Salon des artistes français de 1870 à 1935,. En 1878, il obtient le premier prix de Rome avec sa toile César-Auguste au tombeau d'Alexandre. Il reçoit ensuite la médaille d'argent à l'Exposition universelle de Paris de 1889, puis à celle de 1900. Nommé professeur à l'École des beaux-arts de Paris en 1910, il devient membre de l'Institut en 1924,.
Il est nommé chevalier de la Légion d'honneur en 1890, avant d'être promu officier du même ordre.
Il est inhumé à Paris, au cimetière du Père-Lachaise (49e division).

## Œuvre
François Schommer est surtout connu comme peintre d'histoire, de sujets religieux et de scènes de genre. Il a également réalisé des aquarelles, des dessins, des illustrations et des décorations, en plus d'avoir gravé à l'eau-forte. Il a notamment décoré les plafonds de la nouvelles Sorbonne, de l'hôtel de ville de Tours, de l'École des beaux-arts de Paris, et a réalisé deux panneaux — Alceste et Rodrigue — pour le foyer du théâtre de l'Odéon à Paris.

## Réception critique
François Schommer est considéré comme un « grand artiste » par l'Album Mariani et par la Revue de l'Art qui relève que Schommer est « un homme de belle culture et dont les amités pendant un demi-siècle comptaient parmi l'élite de l'art académique et de la société parisienne. »

Œuvres de François Schommer
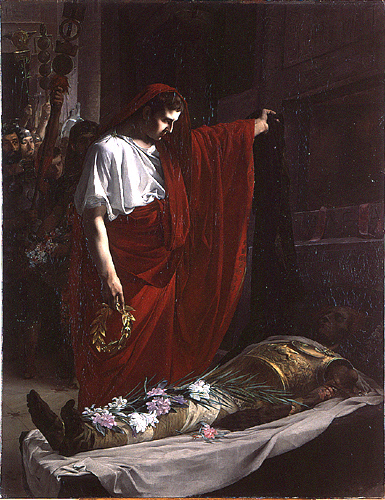
César-Auguste au tombeau d'Alexandre (1878), École des beaux-arts de Paris.
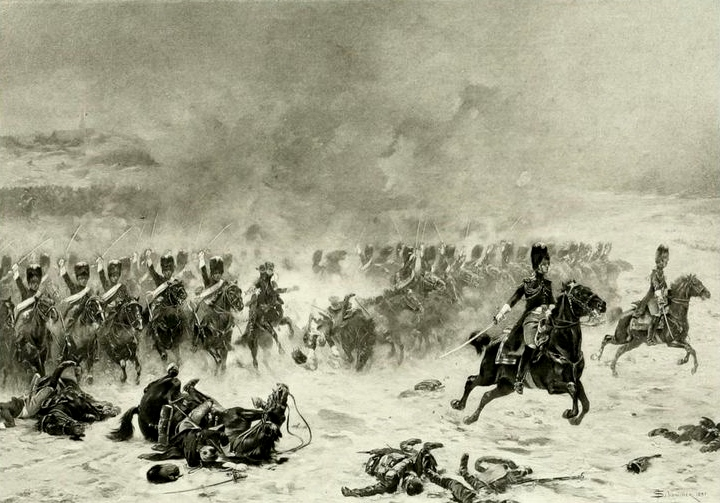
La Bataille d'Eylau. Charge des grenadiers à cheval de la Garde impériale, Paris, musée de l'Armée.
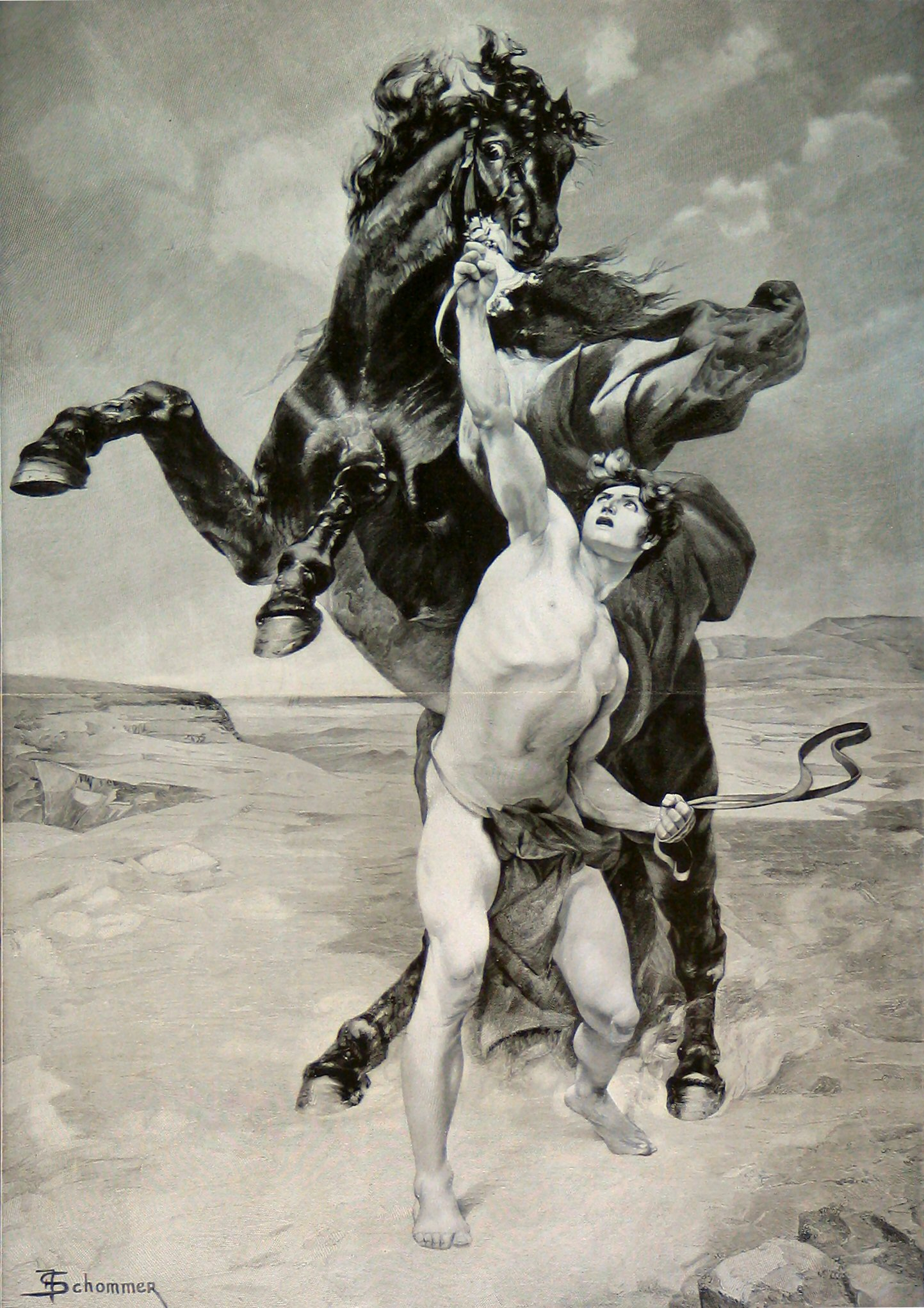
Alexandre le Grand domptant Bucéphale, œuvre non sourcée, localisation inconnue.

## Œuvres dans les collections publiques
- Paris :
  - École nationale supérieure des beaux-arts : César-Auguste au tombeau d'Alexandre, 1878, huile sur toile.
  - Institut de France : un plafond.
  - musée de l'Armée : La Bataille d'Eylau. Charge des grenadiers à cheval de la Garde impériale.
  - Hôtel de ville: Coupole du palier sud de l'escalier des fêtes[9].
  - musée d'Orsay :
    - Le Repos des gondoliers, 1879, huile sur toile[10] ;
    - Le Grand Canal à Venise, huile sur toile[11]
- Roubaix, hôtel de ville : un plafond.

## Élèves
- Marie Laforge (1865-1920)[12].
- Sébastien Laurent (1887-1973).
- Raymond Virac (1892-1946)